# Lauze (Gimone)
Pour les articles homonymes, voir Lauze.
La Lauze est une rivière du sud de la France. C'est un affluent de la Gimone donc un sous-affluent de la Garonne.

## Géographie
De 22,9 km de longueur, la Lauze prend sa source dans le Gers sur la commune d'Aussos, et se jette dans la Gimone à l'aval de Saramon.

## Départements et communes traversés
- Gers : Aussos, Monties, Sère, Villefranche, Meilhan, Betcave-Aguin, Simorre, Lamaguère, Faget-Abbatial, Sémézies-Cachan, Saramon.

## Principaux affluents
- La Bardosque 2,4 km
- Ruisseau de Lantan 2,8 km
- Ruisseau du Gourmantin 3,7 km
- Ruisseau du Ténac 3,1 km